# Commission for Polish Relief
Commission for Polish Relief ((Amerykańska) Komisja Pomocy Polsce, potocznie: Komitet Hoovera, Comporel) – amerykańska organizacja mająca na celu dostarczenie pomocy humanitarnej (głównie żywnościowej) do Polski.
Organizacja powstała 25 września 1939 roku podczas II wojny światowej. Jej przewodniczącym był Chauncey McCormick a prezesem Maurice Pate; organizacja została stworzona przy znaczącym udziale Herberta Hoovera na prośbę polskiego rządu. Organizacja działała do 1949 roku, aczkolwiek większość jej działalności przypada na lata 1939–1941. Jej działalność była utrudniana przez rząd Adolfa Hitlera, blokadę brytyjską i wejście Stanów Zjednoczonych do wojny.